# David MacDonald (Regisseur)
David MacDonald (* 9. Mai 1904 in Helensburgh, Schottland; † 22. Juni 1983 in London, England) war ein britischer Filmregisseur, Drehbuchautor und Filmproduzent.

## Leben und Karriere
MacDonald arbeitete in leitender Position auf einer Kautschukplantage in British Malaya, bevor er 1929 in die USA ging, wo er von Cecil B. DeMille als Produktionsassistent beschäftigt wurde. Zusammen mit diesem ging er 1932 zur Produktionsgesellschaft Paramount Pictures; 1936 schiffte sich MacDonald nach England ein, wo er selbst seine Karriere als Regisseur, zunächst für die aufgrund der Produktionsvorschriften notwendigen britischen Filme der Paramount, begann. Erste Erfolge feierte er mit komödiantischen Thrillern mit Barry K. Barnes als Hauptdarsteller. Während des Zweiten Weltkrieges drehte er als Mitglied der British Film Army Unit Dokumentarfilme über den Krieg wie Desert Victory und Men of the Lightship, die heute als Klassiker des Genres gelten.
Nach dem Krieg entstanden Filme wie The Brothers (1947, nach einem eigenen Drehbuch) und Columbus (1949), ein spektakulärer Fehlschlag. Später drehte er vorwiegend kommerziell ausgerichtete Filme und auch Fernsehserien wie The Vise (1954–55) und The Scarlet Pimpernel (1956), die er auch produzierte. Lob erhielten im Speziellen seine oft klaustrophobischen Thriller der Nachkriegsjahre.

## Filmografie (Auswahl)

### Filmregisseur
- 1937: The Last Curtain
- 1940: Men of the Lightship (Dokumentarfilm)
- 1947: Die Brüder (The Brothers)
- 1948: Tanz in den Abgrund (Good-Time Girl)
- 1949: Vom sündigen Poeten (The Bad Lord Byron)
- 1949: Columbus (Christopher Columbus)
- 1949: Männer, Mädchen, Diamanten (Diamond City)
- 1950: Achtung! Kairo… Opiumschmuggler (Cairo Road)
- 1951: Teufel der Wüste (The Adventurers)
- 1954: Devil Girl from Mars
- 1958: Der Rächer im lila Mantel (The Moonraker)

### Drehbuchautor (Auswahl)
- 1947: Die Brüder (The Brothers)
- 1955: Operation Malaya

### Filmproduzent (Auswahl)
- 1943: Desert Victory
- 1946: Burma Victory
- 1956: ITV Television Playhouse (3 Folgen)
- 1956: The Scarlet Pimpernel (6 Folgen)
- 1957: Overseas Press Club – Exclusive! (13 Folgen)
- 1959: The Flying Doctor (39 Folgen)